# Pieve matrice di Sant'Ulderico

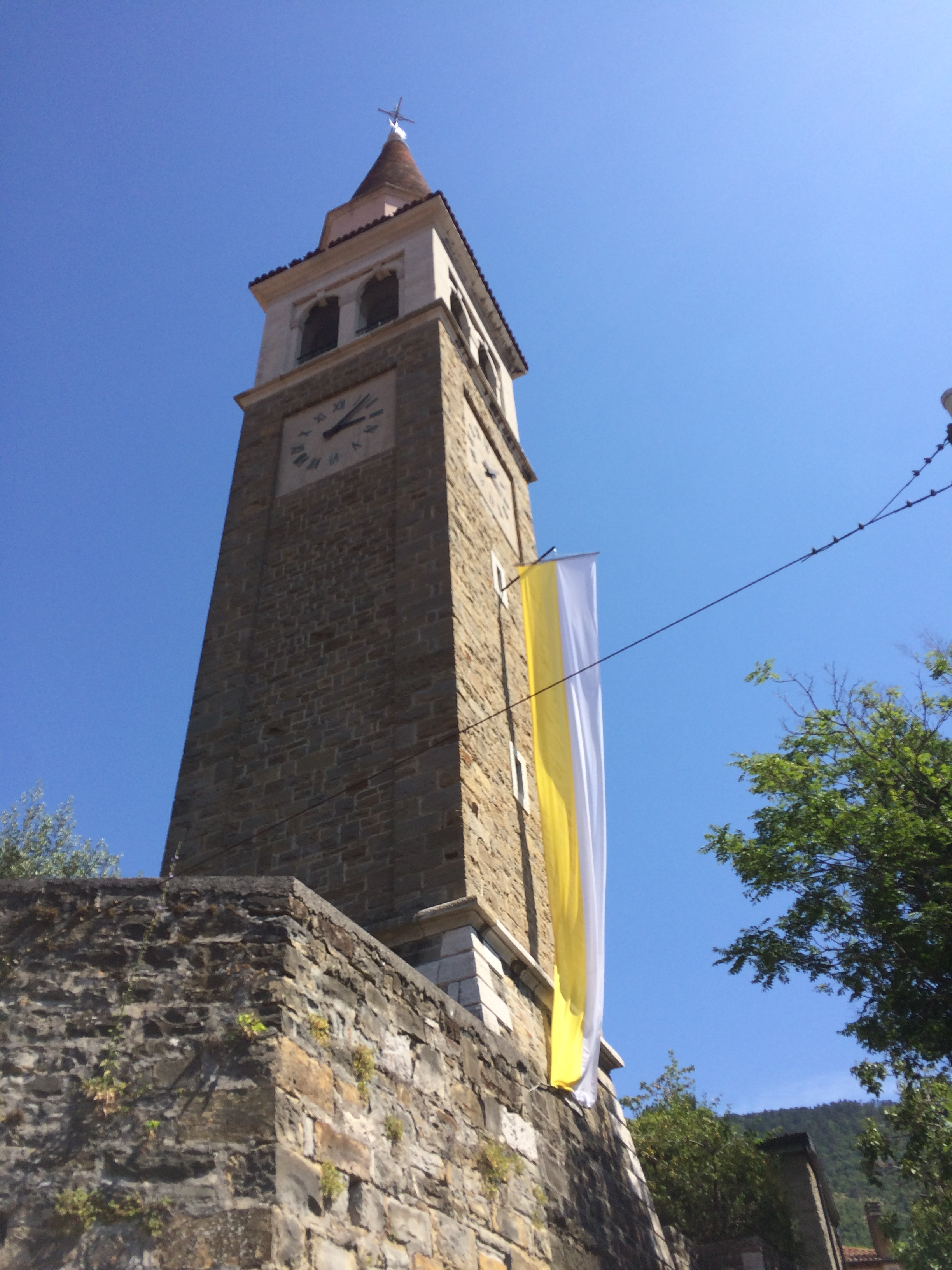
Campanile della sede della Pieve

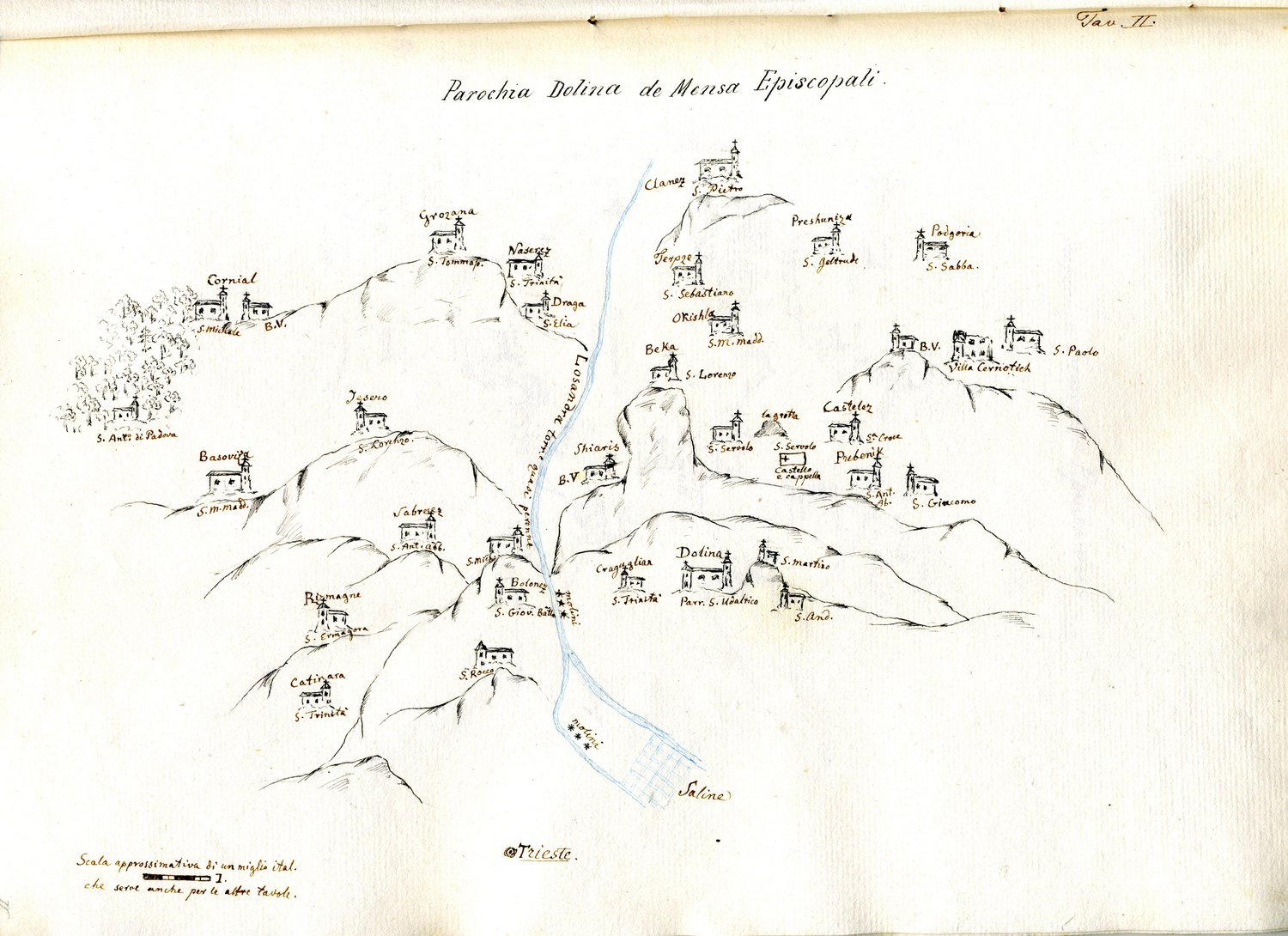
Mappa della Pieve di Dolina

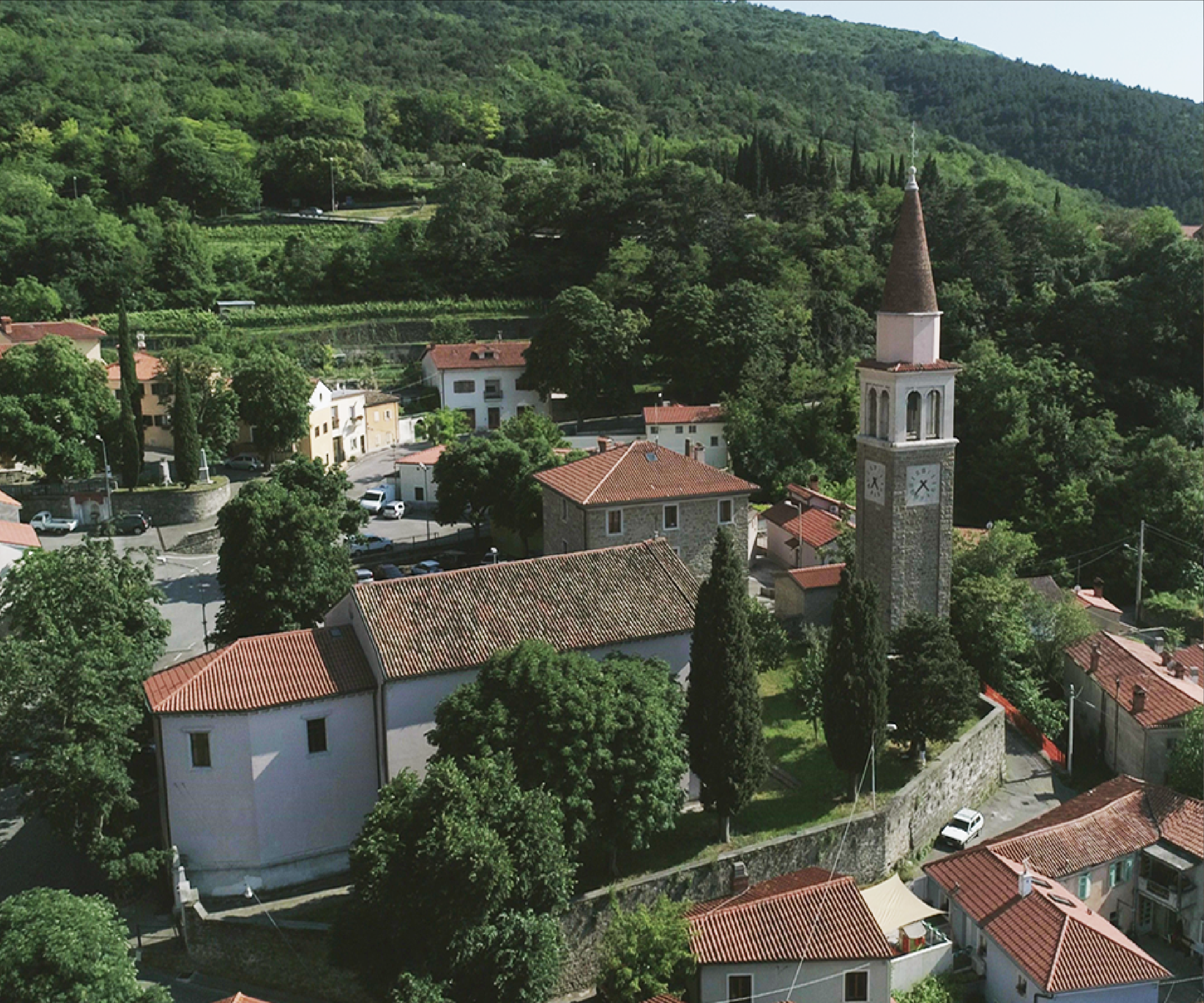
Pieve di Dolina

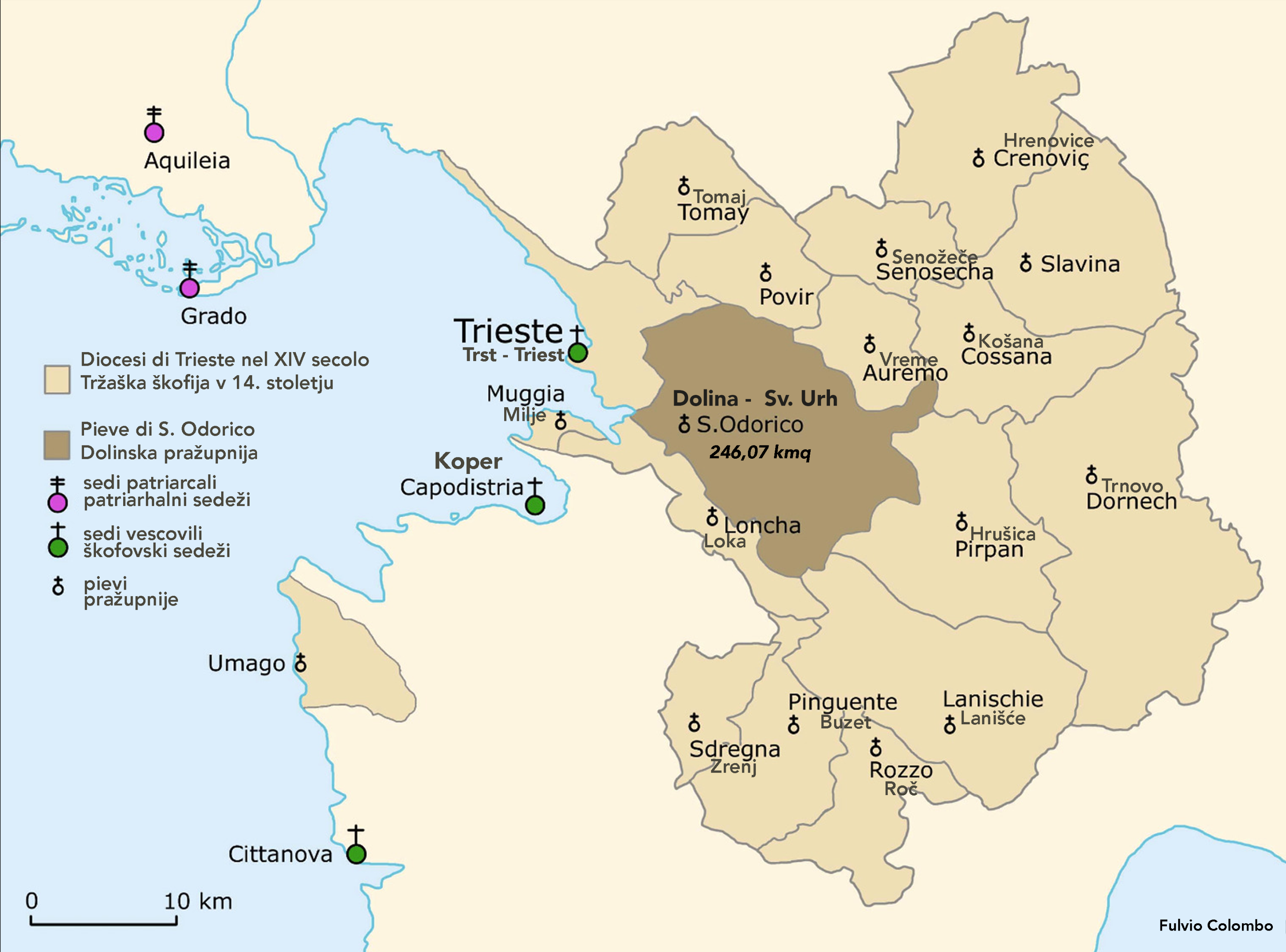
Mappa della Diocesi di Trieste nel XIV secolo, prof. Fulvio Colombo

La Pieve Matrice di Sant'Ulderico a Dolina (Prafara Svetega Urha Škofa v Dolini pri Trstu in sloveno, è una parrocchia della diocesi di Trieste. Il capoluogo è Dolina. L'edificio di culto principale della Pieve è la chiesa plebanale di Sant'Ulderico Vescovo d'Augusta a Dolina. La Pieve è una delle più antiche pievi storiche appartenenti alla comunità linguistica autoctona slovena in Italia.
La Pieve Matrice di Sant’Ulderico con sede nella villa di Dolina è una delle più antiche ed estese della diocesi triestina. La sua intitolazione al santo vescovo di Augusta (in Baviera) non è casuale, poiché nei secoli centrali del medioevo, quasi tutti gli ecclesiastici chiamati a reggere il seggio episcopale triestino provenivano da quella stessa diocesi d’oltralpe. La scelta quindi di una dedica così importante per i presuli tedeschi testimonia sicuramente della sua antichità, mentre la presenza di un pievano, vista la rarefazione delle fonti triestine precedenti il Trecento, è documentata solo in un atto capitolare del 1247. Già sede Decanale di notevole importanza fino al 1957.	
La pieve era situata nel villaggio che da questa prendeva nome, ossia S. Ulderico, in un territorio in cui il vescovo triestino deteneva, oltre la cura delle anime, anche la prerogativa di alto signore giurisdizionale: la valle “de Mucho” (l’odierno Breg) dominata dall’omonimo castello, anch’esso di proprietà vescovile.
La dualità dei compiti, temporale e spirituale, si spezzò solo nel 1295 quando il vescovo, vista l’impossibilità di provvedere da sé alla difesa del castello, lo affidò temporaneamente al Comune di Trieste. Questa gestione, che si trasformerà poi in definitiva, costringerà i vescovi successivi a concentrare tutte le attività, non spirituali, nei pressi della pieve, dove nel 1298 è documentata la “Domus domini episcopi”, ossia un edificio di ragguardevoli dimensioni nel quale il vescovo teneva udienza, presiedeva alle cerimonie di investitura feudale e talvolta risiedeva. Accanto a questa vi era la “canipa” vescovile, nella quale venivano conservate le decime e i proventi della “mensa” episcopale e infine una “torre” con funzioni non ancora definite. Un complesso di edifici, quindi, protetti da una muratura ancora in parte visibile, isolato dal resto dell’abitato e situato in posizione eminente sulla valle sottostante.
Dal 1452 al 1459 il vescovo Antonio Goppo, a seguito di dissidi con il Capitolo cittadino, abbandonato il palazzo che deteneva a Trieste, pose qui la sua residenza e la lunga durata del suo soggiorno ci fa capire che queste costruzioni dovevano essere certo adeguate al prestigio della sua alta carica, in ambito religioso e civile.
La lista dei pievani della Pieve incomincia dal 1242. L'attuale Pievano è il M.R. don Klemen Zalar. La santa messa si tiene abitualmente ogni domenica alle ore 10.00 ed è in lingua slovena.

## Chiese storicamente sotto l'amministrazione della Pieve
- Chiesa della Pieve Matrice di Sant'Ulderico a Dolina
- Chiesa di San Martino a Dolina
- Chiesa di Sant' Andrea a Dolina
- Chiesa della Santissima Trinità a Crogole
- Chiesa di San Giovanni Battista a Bagnoli della Rosandra
- Chiesa di San Rocco sul monte di san Rocco
- Chiesa di San Michele Arcangelo a Bagnoli
- Chiesa di Santa Maria in Siaris
- Chiesa di Sant'Antonio a Moccò
- Chiesa di San Lorenzo a Jezero
- Chiesa di Sant'Elia a Draga
- Chiesa di San Tommaso a Grozzana
- Chiesa di Santa Orsola a Log
- Chiesa di san Giorgio a Rizmagne
- Chiesa della Santissima Trinità a Cattinara
- Chiesa di Santa Maddalena a Basovizza
- Chiesa di Sant'Antonio di Padova a Lipica
- Chiesa di San Michele Arcangelo a Lokev
- Chiesa di San Servolo a San Servolo
- Cappella gentilizzia di San Servolo nel Castello di San Servolo
- Chiesa nella grotta di San Servolo a San Servolo
- Chiesa di San Rocco a Beca
- Chiesa di San Lorenzo e san Pietro a Klanec
- Chiesa di Santa Maddalena e di San Saba a Podgorje
- Chiesa di Santa Gerolama a Presnizza
- Chiesa di San Sebastiano a Terpcih
- Chiesa di Sant'Antonio Abate a Prebeneg